# Luehdorfia chinensis
Luehdorfia chinensis là một loài bướm trong họ bướm Papilionidae. Chúng là loài đặc hữu của Trung Quốc.